# L'attimo fuggente
L'attimo fuggente (Dead Poets Society) è un film del 1989 diretto da Peter Weir e interpretato da Robin Williams.
L'American Film Institute lo ha inserito al cinquantaduesimo posto nella classifica dei film più commoventi del cinema statunitense.

## Trama
Nell'estate del 1959, il professor John Keating, docente di letteratura, viene trasferito nel collegio maschile di Welton (Vermont); Keating ha un approccio didattico originale che spinge gli alunni a distinguersi dagli altri e a seguire la propria strada ("Carpe Diem", cogli l'attimo), spiegando loro che la poesia non si deve esaminare in maniera scientifica ma rappresenta l'espressione dei sentimenti dell'uomo. L'insolito comportamento dell'insegnante incuriosisce lo studente Neil Perry, un ragazzo che si impegna con profitto ma che ha un problema con l'atteggiamento autoritario del padre, il quale vuole indirizzare il figlio alla professione medica impedendogli nel contempo ogni attività che possa distrarlo dagli studi.
L'entusiasmo del professore sembra contagiare i ragazzi anche se la sua didattica infastidisce il preside. Neil cerca di ottenere una parte come attore dilettante in un'opera teatrale, svelando al timido Todd, suo compagno di stanza, il proprio desiderio di recitare; inoltre i ragazzi riportano in vita un gruppo "clandestino" di poesia, la Setta dei Poeti Estinti, che avevano scoperto esistere già negli anni in cui il professore era studente e della quale era stato il fondatore. Infine, il timido Knox si innamora di Chris Noel e cerca di conquistarla. Nel frattempo, Neil riceve la visita del padre, che gli impone di lasciare la compagnia teatrale: il giovane cerca di fargli comprendere la sua passione per la recitazione, ma viene sovrastato dall'atteggiamento autoritario dell'uomo, che non vuole sentire ragioni. Neil, in cerca di aiuto e conforto, si reca così la sera stessa nell'alloggio di Keating; prima della messa in scena della rappresentazione teatrale, il professor Keating chiede lumi al proprio pupillo circa l'esito dell'incontro col padre: il ragazzo, mentendo, riferisce al professore che il padre gli ha dato il permesso di recitare. L'insegnante intuisce che il ragazzo mente ma, perplesso, non dice nulla. Intanto il preside dell'istituto ha scoperto l'esistenza della Setta dei Poeti Estinti, senza però riuscire a identificarne i membri, mentre Knox scopre che Chris è fidanzata con un ragazzo geloso che, a una festa, lo prende a pugni. Lui però decide comunque di invitarla a vedere la recita di Neil e lei accetta.
Durante lo spettacolo tutti i presenti concordano sul talento di Neil: alla fine il giovane viene applaudito ed elogiato sia dai componenti della compagnia sia dallo stesso Keating; il padre, che ha assistito indifferente allo spettacolo a causa della sua collera per la disobbedienza del figlio, dopo averlo allontanato dal professore, gli comunica l'intenzione di iscriverlo a un'accademia militare con l'intento di avviarlo alla professione medica. Disperato, Neil si suicida nella notte a casa dei genitori con la pistola del padre. L'istituto apre un'inchiesta: il professor Keating viene accusato di aver indotto Neil a disobbedire al padre e di conseguenza a suicidarsi; lo studente Richard Cameron rivela tutti i membri della setta dei poeti estinti, poi costretti a firmare un documento in cui dichiarano che gli insegnamenti del professore hanno indirettamente provocato il suicidio di Neil. Charlie, altro membro della setta, si rifiuta di firmare il documento e così viene espulso.
Il professore viene trasferito e la cattedra di Lettere viene affidata provvisoriamente al preside. Durante la lezione, Keating entra nella classe per raccogliere i suoi oggetti personali; Todd sale sul proprio banco e ne richiama l'attenzione pronunciando la frase «Capitano! Mio capitano!», modo con cui Keating desiderava che gli si rivolgesse. Subito dopo altri ragazzi emulano il gesto di Todd, mentre il professore, sulla porta, li ringrazia sentitamente.

## Produzione

### Sceneggiatura
Per il ruolo di John Keating, Schulman si ispirò alla figura di Samuel F. Pickering, suo insegnante di letteratura inglese alla scuola privata Montgomery Bell Academy di Nashville nell'anno scolastico 1965-1966. In gioventù, Pickering aveva frequentato a sua volta la Montgomery Bell Academy e, da insegnante, era solito svolgere le lezioni in cima ai banchi, fuori dalla finestra o con i piedi nei cestini delle cartacce. Al contrario del personaggio, però, il suo modo di tenere lezione aveva l'intento non tanto di risvegliare le coscienze degli studenti, quanto di divertire se stesso, e non lo portò mai a uno scontro con l'amministrazione scolastica.
Williams, comunque, basò la propria interpretazione su John C. Campbell, suo professore di storia alla Country Day School di Detroit. Era tradizione, per il professor Campbell, nella prima lezione, gettare il libro di testo nell'immondizia, esordendo con una lezione estemporanea. Campbell, dopo 28 anni di servizio presso il collegio, fu licenziato nell'estate del 1991 per non aver dimostrato "soddisfacente volontà ad adattarsi a[gli] standard accademici e professionali".
L'introduzione che il professor Keating fa leggere ai suoi studenti all'inizio del film è presa dal capitolo introduttivo di Sound and Sense: An Introduction to Poetry di Laurence Perrine, un libro-base negli Stati Uniti.

### Interpreti
In un primo momento, la Disney aveva affidato la regia a Jeff Kanew, che aveva scelto per il ruolo di Keating Liam Neeson; Neeson effettuò anche un provino per la parte, recitando la scena del discorso del "carpe diem" agli studenti. Successivamente, la scelta della regia cadde su Weir, che scelse, come attore principale della pellicola, Robin Williams. Prima che fosse assunto Weir, Dustin Hoffman aveva espresso l'intenzione di esordire alla regia ed essere allo stesso tempo l'attore principale del film. Anche Tom Hanks fu preso in considerazione per il ruolo del professore, ma rifiutò la parte.
Josh Charles ed Ethan Hawke fecero il provino quando ancora si pensava che il regista sarebbe stato Jeff Kanew. In seguito, la lavorazione del film subì una pausa di un anno, durante la quale entrambi gli attori rimasero in attesa di sapere se la loro presenza sarebbe stata confermata. River Phoenix, che aveva già recitato in Mosquito Coast dello stesso Weir, si interessò alla parte di Neil Perry e compose anche una canzone sulla Setta dei poeti estinti, ma fu scartato perché il regista cercava attori sconosciuti.

### Riprese
L'intera sequenza di riprese si svolse dal 14 novembre 1988 al 15 gennaio 1989: le riprese sono state fatte nella St. Andrew's School di Middletown (Delaware).
 
Infatti si può notare come il simbolo di Welton sia la croce di Sant'Andrea bianca su sfondo rosso osservabile nelle scene girate nella cappella e sui drappi dei "quattro pilastri".
Il regista Peter Weir decise di girare la pellicola in ordine cronologico, per rendere al meglio il crescente legame tra gli studenti e il professore.

## Distribuzione

### Date di uscita
Le date di uscita internazionali nel corso del 1989 sono state:
- 2 giugno in Canada (Dead Poets Society e La société des poètes disparus) e negli Stati Uniti (Dead Poets Society)
- 9 giugno 1989 negli Stati Uniti (Dead Poets Society)
- 20 luglio in Australia (Dead Poets Society)
- settembre in Francia (Le cercle des poètes disparus) (al Festival del cinema americano di Deauville)
- 22 settembre nel Regno Unito (Dead Poets Society)
- 29 settembre in Italia (L'attimo fuggente)
- 6 ottobre in Irlanda (Dead Poets Society)
- 8 ottobre in Giappone (Ima wo ikiru) (al Tokyo International Film Festival)
- 22 novembre in Spagna (El club de los poetas muertos)

Le date di uscita internazionali nel corso del 1990 sono state:
- 12 gennaio in Svezia (Döda poeters sällskap)
- 17 gennaio in Francia (Le cercle des poètes disparus)
- 18 gennaio in Belgio
- 19 gennaio in Danimarca (Døde poeters klub), Paesi Bassi, Norvegia (Dagen er din) e Portogallo (O Clube dos Poetas Mortos)
- 25 gennaio in Grecia (O kyklos ton hamenon poiiton) e nella Germania Ovest (Der Club der toten Dichter)
- 26 gennaio in Austria e Finlandia (Kuolleiden runoilijoiden seura)
- 28 febbraio in Brasile (Sociedade dos Poetas Mortos)
- 8 marzo in Taiwan
- 15 marzo in Ungheria (Holt költők társasága)
- 17 marzo in Giappone (Ima wo ikiru)
- 13 aprile in Turchia (Ölü ozanlar dernegi)
- 10 maggio in Colombia
- 19 maggio in Corea del Sud
- 30 agosto in Argentina (La sociedad de los poetas muertos)
- dicembre in Polonia (Stowarzyszenie Umarlych Poetów)

### Edizione italiana
Il titolo della versione italiana, L'attimo fuggente, differisce da quelli degli altri paesi, che mantengono la dicitura originale Dead Poets Society («Setta dei poeti estinti» secondo la versione doppiata in italiano). Tra le lezioni del protagonista, una di queste si ispira alla celebre locuzione del poeta latino Orazio che invita a «cogliere l'attimo» (in latino Carpe diem, nella versione originale Seize the day, scritto sul quaderno di Todd). Peraltro i versi letti da Pitts, "Cogli la rosa quando è il momento / ché il tempo lo sai vola / e lo stesso fiore che sboccia oggi / domani appassirà", diversamente da quanto creduto da molti, non sono di Orazio bensì del ben noto poeta inglese Robert Herrick (da To the Virgins, to Make Much of Time).

## Accoglienza

### Incassi
Negli Stati Uniti fu un inaspettato successo di pubblico e incassò più di 95 milioni di dollari. A livello mondiale totalizzò circa 235 milioni di dollari, diventando il 5° film dell'anno per ricavi.
In Italia fu il 2º film per incassi della stagione 1989-1990, dopo Indiana Jones e l'ultima crociata.

### Critica
Stati Uniti
Il film ottenne critiche generalmente positive. Su Metacritic ha un punteggio di 79 su 100, basato su 15 giudizi della critica. Su Rotten Tomatoes detiene l'84% di recensioni favorevoli.
Pauline Kael, del New York Times, scrisse che il film «elimina l'ovvio e si trasforma in un classico». Desson Howe commentò che, sebbene i buoni e i cattivi fossero disposti in una rassegna morale di comodo, «le interpretazioni, l'abile regia di Weir e la superba fotografia di John Seale pongono rimedio a tale banalità». Variety si complimentò per le interpretazioni di Robin Williams, Robert Sean Leonard ed Ethan Hawke.
Il critico Roger Ebert gli diede appena 2 stelle su 4 e scrisse che, pur non essendo il peggiore degli innumerevoli film dell'epoca su bravi ragazzi e adulti tirannici, era «il più spudorato nel tentativo di lusingare il pubblico adolescente». Vincent Canby, del New York Times, affermò che il film era «troppo pesante per il suo bene» e che avrebbe probabilmente annoiato e confuso il pubblico giovane.
Gary Hentzi, sulla rivista accademica Film Quarterly, scrisse che la trama aveva più senso se recepita come «un assortimento di velati riferimenti a situazioni che non potevano essere rappresentate apertamente senza mettere in pericolo i profitti del film», riferendosi al tema dell'omosessualità, implicitamente presente in molti dei maggiori film di Weir.
Italia
Fu presentato fuori concorso alla 46ª Mostra di Venezia il 14 settembre 1989 e fu un successo di pubblico. Nei mesi successivi consolidò il proprio trionfo. L'Unità scrisse che era «uno di quei rari casi recenti in cui la tradizione hollywoodiana si combina a una riflessione toccante e profonda sui temi della conoscenza e della creatività». Su La Stampa, Lietta Tornabuoni lo definì «didattico e ben fatto, interessante» e Stefano Reggiani parlò di «un canto sulla speranza e il diritto di credere». Secondo Il Morandini, l'interpretazione di Robin Williams fu «eccellente» e Peter Weir seppe ottenere ottime interpretazioni dai giovani attori, in particolare Robert Sean Leonard.
Su MYmovies ha una valutazione di 4 stelle su 5.

## Riconoscimenti
- 1990 - Premio Oscar
  - Migliore sceneggiatura originale a Tom Schulman
  - Nomination Miglior film a Steven Haft, Paul Junger Witt e Tony Thomas
  - Nomination Migliore regia a Peter Weir
  - Nomination Miglior attore protagonista a Robin Williams
- 1990 - Golden Globe
  - Nomination Miglior film drammatico
  - Nomination Migliore regia a Peter Weir
  - Nomination Miglior attore in un film drammatico a Robin Williams
  - Nomination Migliore sceneggiatura a Tom Schulman
- 1990 - Premio BAFTA
  - Miglior film a Steven Haft, Peter Weir, Paul Junger Witt e Tony Thomas
  - Miglior colonna sonora a Maurice Jarre
  - Nomination Migliore regia a Peter Weir
  - Nomination Miglior attore protagonista a Robin Williams
  - Nomination Migliore sceneggiatura originale a Tom Schulman
  - Nomination Miglior montaggio a William M. Anderson
- 1991 - Premio César
  - Miglior film straniero a Peter Weir
- 1990 - David di Donatello
  - Miglior film straniero a Steven Haft, Paul Junger Witt e Tony Thomas
  - Nomination Migliore regista straniero a Peter Weir
  - Nomination Miglior attore straniero a Robin Williams
- 1990 - Nastro d'argento
  - Regista del miglior film straniero a Peter Weir
- 1990 - Ciak d'oro
  - Miglior film straniero
- 1989 - National Board of Review Awards
  - Migliori dieci film
- 1989 - Chicago Film Critics Association Award
  - Nomination Miglior performance rivelazione a Robert Sean Leonard
- 1990 - ASCAP Award
  - Top Box Office Films a Maurice Jarre
- 1990 - Artios Award
  - Miglior casting per un film drammatico a Howard Feuer
- 1989 - British Society of Cinematographers
  - Nomination Miglior fotografia a John Seale
- 1990 - DGA Award
  - Nomination Miglior regia a Peter Weir
- 1990 - Ciak d'oro
  - Miglior film straniero a Peter Weir
- 1990 - WGA Award
  - Nomination Miglior sceneggiatura originale a Tom Schulman
- 1990 - Young Artist Awards
  - Miglior film drammatico per la famiglia
- 1991 - Argentinean Film Critics Association Awards
  - Nomination Miglior film straniero a Peter Weir
- 1991 - Golden Screen
  - Golden Screen
- 1991 - Guild of German Art House Cinemas
  - Miglior film straniero a Peter Weir
- 1990 - Joseph Plateau Awards
  - Miglior film straniero
- 1990 - Premio Jupiter
  - Miglior film internazionale a Peter Weir
  - Miglior attore internazionale a Robin Williams
- 2015 - Online Film & Television Association
  - Miglior film
- 1990 - Political Film Society
  - Premio della democrazia
- 1990 - Festival internazionale del cinema di Varsavia
  - Premio del pubblico a Peter Weir